# Cuvioasa Parascheva
Cuvioasa Parascheva (n. secolul al X-lea, Epivat, Silivri, Imperiul Roman de Răsărit – d. secolul al XI-lea, Epivat, Silivri, Imperiul Roman de Răsărit), în greacă Αγία Παρασκευή, Sfânta Vineri, este o sfântă cinstită în Biserica Ortodoxă Română și în alte biserici de rit oriental, ocrotitoare a Moldovei. S-a născut la sfârșitul secolului al X-lea, în satul Epivat, (cunoscut și ca Epivates sau Epibatos), Tracia, nu departe de Constantinopol, din părinți bogați și binecredincioși. Ziua ei de pomenire este 14 octombrie, care a fost data decesului său, în secolul al XI-lea. 
Moaștele cuvioasei Parascheva au fost strămutate de la Belgrad la Constantinopol în anul 1521. În anul 1641, în data de 13 iunie, moaștele sale au fost aduse la Iași, de la Constantinopol, de către domnul Vasile Lupu și așezate în ctitoria sa, Biserica Sfinții Trei Ierarhi. Aducerea moaștelor la Iași a fost un gest de recunoștință din partea patriarhului Constantinopolului de atunci, Partenie I, și a membrilor Sinodului Patriarhiei Ecumenice de la Constantinopol pentru faptul că Vasile Lupu a plătit toate datoriile Patriarhiei Ecumenice .
Prima mențiune în limba română despre Cuvioasa Parascheva de la Iași apare în „Cartea românească de învățătură a Mitropolitului Varlaam al Moldovei”, apărută la Iași în 1643.
Începând din anul 1889, moaștele sale au fost mutate în Catedrala Mitropolitană din Iași.

## Cultul

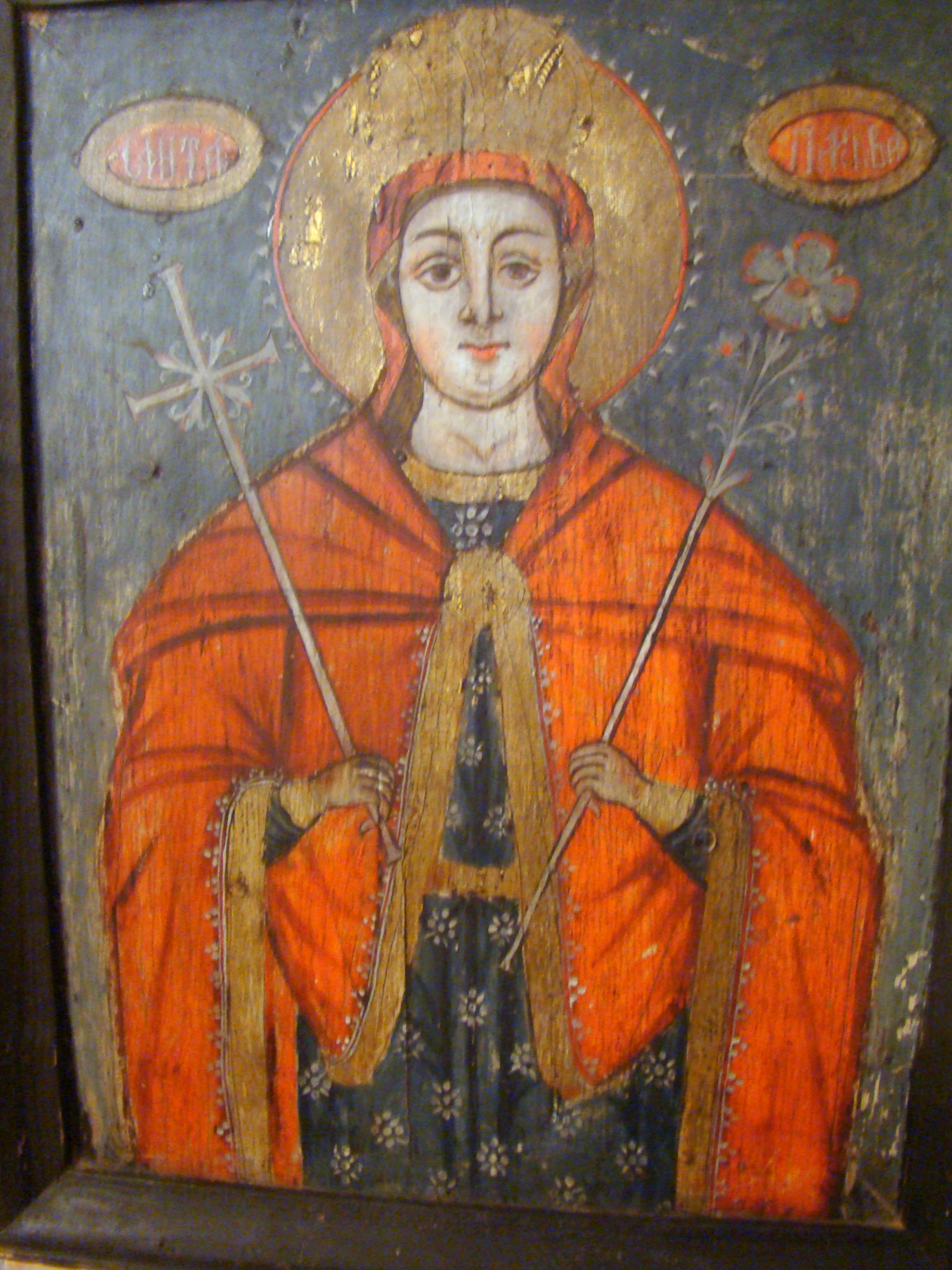
Cuvioasa Parascheva, icoana de hram a bisericii-monument din Mesentea, Alba

Cuvioasei Parascheva îi sunt atribuite minuni și vindecări miraculoase. De ziua sa, la Iași are loc în fiecare an un pelerinaj la care participă sute de mii de credincioși din toată țara. Pelerinajul la moaștele situate în Catedrala Mitropolitană din Iași a devenit unul dintre principalele evenimente religioase din România. Sute de mii de pelerini se adună în fiecare an la Iași în cel de-al doilea weekend al lunii octombrie pentru a comemora pe Sfânta Cuvioasă Parascheva, în timp ce orașul însuși și-a stabilit Zile de sărbătoare în același timp.
Totodată, Sfânta Parascheva alina sufletul cu moaștele sale, oamenii mărturisesc că Sfânta ar fi binecuvântat oamenii posedați de lucrul cel rău.
Creștinii informează că în timpul bombardamentelor din al doilea Război Mondial, Sfânta  Parascheva a apărat Catedrala Mitropoliană Iași.
Este cunoscută în popor și sub numele de Sfânta Vineri.

## Vezi și
- Biserica Ružica